# Toepolev Tu-126
De Toepolev Tu-126 (Russisch: Туполев Tу-126) (NAVO-codenaam: Moss) was een Sovjet-Russisch viermotorig AWACS-toestel. Het ontwerpen van het toestel begon in 1958. Aanvankelijk gebruikte het Toepolev Design Bureau een Tu-95 als basis voor het toestel, maar na met diverse problemen geconfronteerd te zijn werd besloten om de productieversie van het toestel te bouwen op basis van de Tu-114.
Naast het toevoegen van een grote radarinrichting op de romp werd het toestel ook geschikt gemaakt voor bijtanken in de lucht en werden allerhande meetinstrumenten in het toestel geplaatst. In 1984 werd de laatste Tu-126 uitgefaseerd, waarna het werd vervangen door de Beriev A-50.

## Geschiedenis
De Toepolev Tu-126 Moss was een van de eerste AWACS-systemen van de Sovjet-Unie en werd destijds gebracht als de tegenhanger van de Amerikaanse Boeing E-3.
Tijdens de hele periode van de Koude Oorlog is de Russische technologie op het gebied van airborne radar en elektronische oorlogvoering aanzienlijk achtergebleven op die van de westerse mogendheden.
Als een snelle 'inhaalactie' werd daarom aan het eind van de jaren 60 van de 20e eeuw de Russische Tu-126 geïntroduceerd. De NAVO-aanduiding voor dit toestel werd Moss.

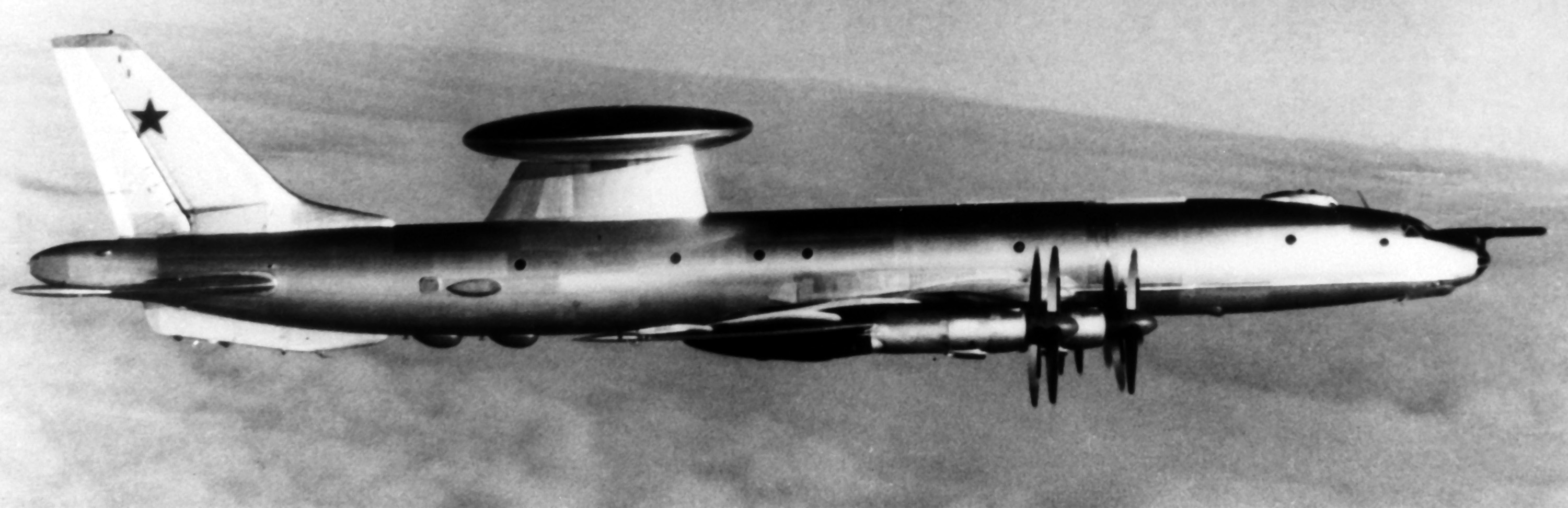
Zeldzame foto van een TU-126 Moss tijdens een vlucht

Het toestel was gebaseerd op de transportversie van de Toepolev Tu-114; in die jaren een van de snelste door turboprops aangedreven vliegtuigen ter wereld. Nadat dit type in de Russische Aeroflot werd gedeactiveerd werden ongeveer 12 stuks (het exacte aantal is van Russische zijde nooit bekendgemaakt) voorzien van een radome, een radarsysteem, de bijbehorende bedienconsoles en communicatiemogelijkheden. De bemanning bestond uit 14 personen inclusief de twee piloten.
De eerste vlucht vond plaats in 1967 en het toestel werd operationeel bij de Marine van de Sovjet-Unie in 1971. De inzet van dit toestel duurde tot 1983.
De Tu-126 Moss is in een exportversie verkocht aan de luchtmacht van India en door dit land actief ingezet in de Indiaas-Pakistaanse Oorlog van 1971.
Middels door vliegtuigen van de USAF en NAVO uitgevoerde penetratieacties werden de nieuwe Russische radar en luchtverdediging getest. Al snel bleek de beperking van de Tu-126 radarcapaciteit. Het toestel bleek niet in staat te zijn laag inkomende vliegtuigen of kruisvluchtwapens op te sporen. Het enige pluspunt voor het toestel was de aanwezigheid van krachtige stoorapparatuur.
Vanaf 1983 werd de Tu-126 Moss vervangen door de Beriev A-50, een gemodificeerde Iljoesjin Il-76. Dit toestel kreeg de NAVO-aanduiding Mainstay.